# Brug 528
Brug 528 is een vaste brug in het Amsterdamse Bos, vallend onder de gemeente Amstelveen, maar onder beheer bij gemeente Amsterdam.

## Brug
Deze houten plaatbrug op houten pijlers en jukken is gelegen in een voet- en fietspad dat vanaf de Nieuwe Meerlaan en Schipholdijk richting Grote speelweide en Groot kinderbad loopt. Ze heeft een zusje in brug 535, gemeente Amstelveen zag voorts een gelijkenis met brug 533 en brug 534. De brug is ontworpen door Piet Kramer van de Dienst der Publieke Werken. De brug heeft een aantal kenmerken die Kramer in zijn houten bruggen voor het Amsterdamse Bos ontwierp. Zo kent de brug twee niveaus voor voet- en fietspad. De balustrade en leuningen zijn voorbeelden van houtbewerking. Balusters lopen taps naar boven en dragen houten balken (boven) en planken (onder). De balken zijn daarbij net iets langer dan de planken. In afwijking van andere houten bruggen heeft brug 528 op elke hoek een houten pyloon. Ook deze loopt taps toe naar boven en wordt afgesloten met een kapje (diamantprofilering). In aanloop naar het brugdek zijn geleideleuninkjes geplaatst, die als het ware de wandelaar en fietser naar de brug trekken; het voet en fietspad is op de brug vernauwd uitgevoerd.
De brug anno 2022 is niet de originele brug. De brug werd in 1970 grotendeels vernieuwd tot aan de fundering aan toe.

## Culturele waarde
In 1999 werden alle bruggen in het Amsterdamse Bos door MTD Landschapsarchitecten in opdracht van de gemeente onderzocht op hun cultureel belang. Zij constateerden voor brug 528:
- een nauwelijks opvallende parkburg vanwege haar bruine kleur
- eenheid in houten dek en leuningen
- de verticale pylonen markeren de brug als geheel
- karakteristieke houtverbindingen.

Minpunten vond ze de onopvallende ligging vanwege de bruine kleur die de brug toen had. Toch vonden ze een waardevol exemplaar binnen het oeuvre van Kramer in het bos.
Amstelveen benoemde in 2003 de brug 528 tot gemeentelijk monument. De brug is dan zwart/wit.

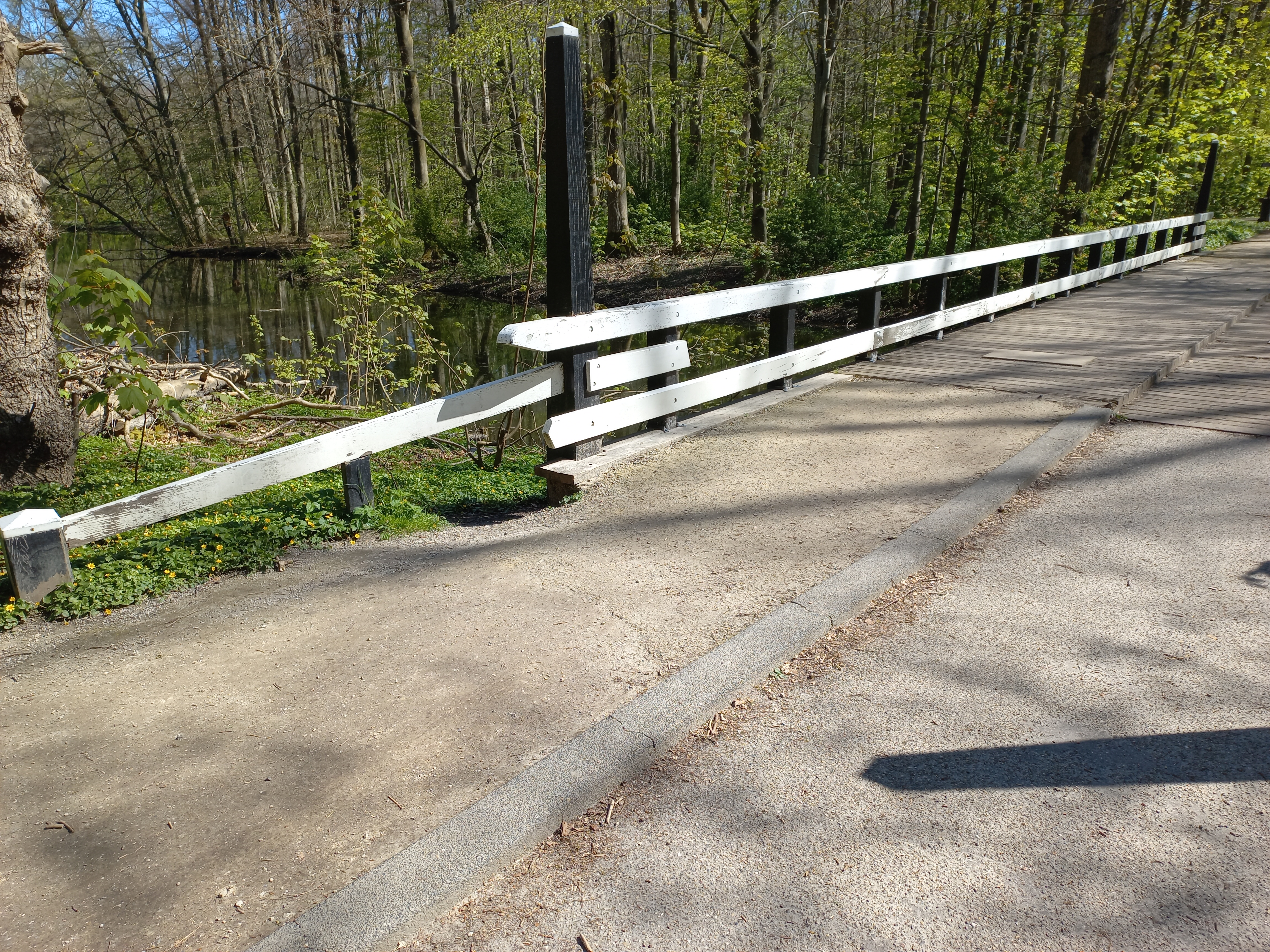
Leuning, balustrade en pyloon (april 2022)

<<< · 500 · 501 ·  503 · 504 · 505 · 506 · 507 · 508 · 509 · 510 · 511 · 512 · 513 · 514 · 515 · 516 · 517 · 518 · 519 · 520 · 521 · 522 · 523 · 525 · 526 · 527 · 528 · 530 · 531 · 532 · 533 · 534 · 535 · 536 · 537 · 538 · 539 · 540 · 541 · 542 · 543 · 544 · 545 · 546 · 547 · 548 · 549 · 550 · 551 · 552 · 553 · 554 · 555 · 556 · 557 · 558 · 559 · 560 · 561 · 562 · 563 · 564 · 565 · 566 · 567 · 569 · 571 · 572 · 573 · 575 · 577 · 578 · 580 · 581 · 582 · 583 · 584 · 586 · 587 · 589 · 590 · 591 · 592 · 593 · 594 · >>>
Brugnummers 502, 524, 529, 568, 570, 574, 576, 579, 585, 588, 595, 596, 597, 598, 599 zijn niet (meer) vergeven.